# Stephen H. Sholes
Stephen Henry Sholes (12 de febrero de 1911 – 22 de abril de 1968)  fue un destacado productor y ejecutivo discográfico estadounidense que trabajó para la compañía RCA Victor.

## Biografía
Sholes nació en Washington D. C., y a los nueve años, se mudó con su familia a Merchantville (Nueva Jersey), cerca de donde su padre trabajaba, en la planta de la compañía discográfica Victor Talking Machine Company en Camden. Sholes comenzó a trabajar en Victor como mensajero en 1929 y trabajó a tiempo parcial para la empresa mientras estudiaba en la Universidad Rutgers. 
Scholes trabajó durante un tiempo en la división de radio de RCA Victor, pero su experiencia tocando el saxofón y el clarinete en bandas de baile lo llevó a la división de discos. Durante la Segunda Guerra Mundial, trabajó en la operación V-disc del Ejército de los Estados Unidos, que producía discos para transmisiones de radio y para uso personal del personal del ejército. 
En 1945, se convirtió en jefe de la división country de RCA Victor en Nashville (Tennessee), y fue responsable de reclutar talentos como Chet Atkins. Cuando dejó Nashville, Atkins asumió la dirección de la división de música country. En la década de 1940, Sholes fichó a Eddy Arnold, The Browns, Hank Locklin, Homer and Jethro, Hank Snow, Jim Reeves y Pee Wee King. En 1955, Elvis Presley firmó con RCA Victor, con el que tuvo quince sencillos que encabezaron las listas de éxitos en el Reino Unido como productor discográfico.  En 1982 alcanzó el cuarto lugar en la lista de productores discográficos más exitosos en las listas de éxitos del Reino Unido. 
En 1957, Sholes convenció a RCA para que construyera su propio estudio de grabación en Nashville, en la Seventeenth Avenue South, que finalmente se convertiría en el RCA Studio B. Ese mismo año, se convirtió en el mánager de sencillos pop de la compañía, posteriormente en el mánager de sencillos y álbumes pop en 1958 y en el mánager de la Costa Oeste en 1961. En 1963, Sholes se convirtió en vicepresidente de pop A&R de RCA Victor y regresó a Nueva York. Fue miembro de las juntas directivas de la Asociación de Música Country (CMA) y de la Fundación de Música Country (CMF).  En 1967, Sholes fue incluido en el Salón de la Fama de la Música Country, en cuya creación él mismo había trabajado. 
Sholes murió en Nashville de un ataque cardíaco a la edad de 57 años.  En el momento de su muerte se encontraba conduciendo de camino a la Universidad Vanderbilt para ver a sus viejos amigos Homer and Jethro, quienes grababan un álbum en vivo. 
Sholes fue interpretado por el actor Bart Hansard en la miniserie de la CBS Elvis (2005).